# 배재고등학교 축구단
배재고등학교 축구단(培材高等學校蹴球團, Paichai High School Football Club)은 대한민국 서울특별시에 있는 축구 선수단이다. 배재고등학교가 운영하는 고등학교 축구단이며, 1902년에 창단되었다.

## 시즌별 성적
| 시즌 | 대회                                  | 참가 | 경기 | 승 | 무 | 패 | 득 | 실 | 차  | 승점 | 순위 |
| ---- | ------------------------------------- | ---- | ---- | -- | -- | -- | -- | -- | --- | ---- | ---- |
| 1921 | 전국체육대회 축구 중학부              | 7    | 2    | 2  | 0  | 0  |    |    |     |      | 2강  |
| 1922 | 전국체육대회 축구 중학부 (11월)       | 13   | 2    | 1  | 0  | 1  | 3  | 4  | +2  |      | 8강  |
| 1923 | 전국체육대회 축구 중학부              | 8    | 3    | 2  | 1  | 0  | 5  | 4  | +1  |      | 우승 |
| 1924 | 전국체육대회 축구 중학부              | 12   | 4    | 4  | 0  | 0  | 14 | 1  | +13 |      | 우승 |
| 1924 | 전조선학생기독청년연합축구대회 중학부 | 8    | 3    | 3  | 0  | 0  | 17 | 0  | +17 |      | 우승 |
| 1945 | 전국체육대회 축구 중학부              | 22   |      |    |    |    |    |    |     |      | 4강  |
| 1945 | 전조선중등학교대항경기대회 축구       | 30   | 2    | 0  | 1  | 1  | 2  | 1  | +1  |      | 16강 |
| 1989 | 춘계 전국고등학교축구대회             | 40   |      |    |    |    |    |    |     |      |      |

## 수상 기록
| 시즌 | 대회                                  | 수상 |
| ---- | ------------------------------------- | ---- |
| 1923 | 전국체육대회 축구 중학부              | 우승 |
| 1924 | 전국체육대회 축구 중학부              | 우승 |
| 1924 | 전조선학생기독청년연합축구대회 중학부 | 우승 |

## 참고 문헌
- “스포츠지원포털 등록 현황”. 대한체육회.
- “KFA 통합경기정보 시스템”. 대한축구협회.
- “대한체육회 국내종합경기대회”. 대한체육회.
- 《대한체육회 50년》. 대한체육회. 1970. 2020년 11월 8일에 원본 문서에서 보존된 문서. 2022년 11월 5일에 확인함.
- 《대한체육회 70년사》. 대한체육회. 1990. 2020년 11월 8일에 원본 문서에서 보존된 문서. 2022년 11월 5일에 확인함.
- 《대한체육회 90년사》. 대한체육회. 2011. 2020년 11월 8일에 원본 문서에서 보존된 문서. 2022년 11월 5일에 확인함.
- 대한체육회 100주년 기념사업부 (2020). 《대한민국 체육 100년》. 대한체육회.
- 《韓國蹴球百年史(한국축구백년사)》. 대한축구협회. 1986.

## 같이 보기
- 배재고등학교
- 배재고등학교 야구단
- 배재고등학교 육상단
- 배재고등보통학교 정구단
- 배재학당 축구단